# Юрій Кончакович
Ю́рій (Аккубуль?) Кончако́вич (? — †31 травня 1223) — половецький хан, якого руський літописець називає «найбільшим між половцями». Син Кончака, онук Атрака
Наприкінці 1222 року Юрій Кончакович зазнав поразки від монгольських військ у битві на Дону. Утікши за Дніпро, він подався із знатними половцями до Києва, прохати військової допомоги у руських князів. Разом із ними він виступив на чолі усіх половецьких сил проти монголів. 31 травня 1223 року його військо було розгромлено противником у битві на Калці. Сам Юрій Кончакович поліг у бою.